# Деталі машин
Деталі машин — базова технічна дисципліна, в якій вивчають методи, правила і норми розрахунку та конструювання типових деталей і складальних одиниць машин. Синтезуючи досягнення математичних і технічних наук з результатами лабораторних досліджень і практики застосування різних машин, ця дисципліна є теоретичною основою машинобудування і у першу чергу такої важливої складової машинобудування, як інженерне проектування.
Деталі машин — базова дисципліна циклу загально-професійних дисциплін у технічних та педагогічних вишах.

## Структура дисципліни
Деталі машин як наукова дисципліна розглядає наступні основні функціональні групи.

### Корпусні деталі
Корпусні деталі служать для розміщення в них окремих складальних одиниць і деталей механізму або машини. Деталі цього класу характеризуються складною формою. Сюди відносяться:
- станини, несучі основні вузли машин;
- рами транспортних машин;
- корпуси ротаційних машин (турбін, насосів, електродвигунів);
- циліндри і блоки циліндрів;
- корпуси редукторів, коробок передач та ін.

### Механічні передачі
Механічна передача — механізм для передавання механічної енергії від двигуна до робочого органу машини з перетворюванням параметрів руху (швидкостей, крутних моментів, видів і законів руху).

### Вали і осі
Вали і осі служать для підтримання деталей, що обертаються. Розрізняють:
- вали передач, що несуть деталі механічних передач (зубчасті колеса, шківи, зірочки);
- вали корінні і спеціальні, що несуть, окрім деталей передач, робочі органи двигунів або машин.
- осі (обертові і нерухомі) забезпечують обертовий рух без передачі крутного моменту (наприклад, підтримання непривідних коліс).

### Вальниці(підшипники) і напрямні
Вали, або обертові осі спираються на вальниці (підшипники), а деталі (столи, супорти та ін.), що поступно переміщаються, рухаються по напрямних. Опори ковзання можуть бути гідро-(аеро-) динамічними, гідро-(аеро-) статичними або із змішаним тертям. Опори кочення: 
- кулькові застосовуються при малих і середніх навантаженнях;
- роликові — при значних навантаженнях;
- голчасті — при обмежених габаритах.

### Муфти
Муфти служать для сполучення валів з метою передачі крутильного моменту і обертового руху. Ця функція може поєднуватися з компенсацією похибок виготовлення і складання, пом'якшенням динамічних впливів, управлінням і т.д.

### Пружні елементи
Пружні елементи призначені для віброізоляції та гасіння енергії удару, для виконання функцій акумулятора механічної енергії (наприклад, годинникові пружини), для створення гарантованих зазорів і попереднього натягу в механізмах. Розрізняють: 
- пружини (виті, спіральні, торсіонні, тарілчасті і т.д.);
- гумові втулки і прокладки.

### Кріпильні деталі
Кріпильні деталі є окремою функціональною групою. Вони забезпечують нерухоме з'єднання деталей. Розрізняють: 
- нерознімні з'єднання, що не допускають роз'єднання без руйнування деталей, сполучних елементів або сполучного шару (зварні, паяні, клепані, клейові, вальцьовані);
- роз'ємні з'єднання, що допускають роз'єднання і забезпечуються взаємним розташуванням деталей та силами тертя (більшість роз'ємних з'єднань) або тільки взаємним розташуванням (наприклад, з'єднання призматичними шпонками).

За формою приєднувальних поверхонь розрізняють:
- з'єднання по площині (більшість);
- з'єднання по поверхнях обертання — циліндрове або конічне (вал — маточина).

Найширшого застосування в машинобудуванні отримали зварні з'єднання. З роз'ємних з'єднань найбільшого поширення набули нарізеві з'єднання, що реалізуються гвинтами, болтами, шпильками, гайками.

## Матеріали деталей машин
Матеріали, з яких виготовляються деталі. у великій мірі визначають якість машин і складають значну частку їх вартості (наприклад, в автомобілях до 65-70%). Основними матеріалами для деталей машин є сталь, чавун і сплави кольорових металів. Пластичні маси застосовують як електроізолюючі, антифрикційні і фрикційні, корозійностійкі, теплоізолюючі, високоміцні (склопластики) матеріали. Гуму використовують як матеріал, що має високу пружність і зносостійкість. 
Відповідальні деталі машин (зубчасті колеса, сильно навантажені вали тощо) піддають гартуванню. Деталі машин, що працюють при високих температурах, виконують з жаростійких або жароміцних сплавів. Деталі, поверхневі шари яких зазнають великих напружень від згину і кручення, місцевих і контактних напружень чи зазнають зношення піддають поверхневому зміцненню: хіміко-термічній, термічній, механічній, термомеханічній обробці.

## Розрахунки деталей машин
У проектуванні деталей механізмів і машин використовують такі види розрахунків: 
- геометричні — розрахунок розмірних ланцюгів, координат, зазорів;
- кінематичні — розрахунок переміщень, швидкостей, прискорень, передавальних чисел кінематичних ланцюгів та ін.;
- динамічні — розрахунок навантажень деталей та закономірностей їхніх змін у часі;
- розрахунки на міцність, механічну жорсткість та зносостійкість — визначення напружень, деформацій та інтенсивності зношування елементів машини в робочих режимах. Розрахунки на міцність деталей машин, що зазнають змінних навантажень, можна вести по номінальному напруженню, по коефіцієнтах запасу міцності з урахуванням концентрації напружень і масштабного чинника або з урахуванням змінності режиму роботи. Розрахунок деталей машин на механічну жорсткість зазвичай здійснюють з умови задовільної роботи суміжних деталей (відсутність підвищеного тиску кромок) і умови працездатності машини, наприклад отримання точних виробів на верстаті. Для забезпечення зносостійкості прагнуть створити умови для рідинного тертя, при якому товщина масляного шару повинна перевищувати суму висот мікронерівностей та відхилень від правильної геометричної форми поверхонь. При неможливості створення рідинного тертя тиск і швидкості обмежують до встановлених практикою або ведуть розрахунок на знос на основі подібності за експлуатаційними даними для вузлів або машин того ж призначення;
- енергетичні — розрахунки затрат енергії, параметрів енергетичного балансу, коефіцієнту корисної дії;
- техніко–економічні — розрахунки продуктивності, вартості, ефективності використання.

Деталі машин повинні із заданою імовірністю бути працездатними протягом певного терміну служби при мінімально необхідній вартості їх виготовлення і експлуатації. Для цього вони повинні задовольняти критеріям працездатності: міцності, жорсткості, зносостійкості, теплостійкості та ін. 
Розрахунки деталей машин розвиваються за такими напрямами: розрахункова оптимізація конструкцій, розвиток розрахунків на ЕОМ, введення в розрахунки чинника часу, розробка ймовірнісних методів, стандартизація розрахунків.